# Parco ornitologico di Bali
Il parco ornitologico di Bali (in balinese Taman Burung Bali, lett. "Il giardino degli uccelli di Bali") è un giardino zoologico che si trova sull’isola di Bali.

## Storia
Il parco fu costruito su un'area originariamente destinata alle risaie cosa che rende il posto di una vegetazione molto rigogliosa. Fu inaugurato nel 1995.

## Descrizione
Il Taman Burung Bali si trova nel villaggio di Batubulan nella reggenza di Gianyar sulla strada per Ubud e si estende su una superficie di 2000 m2.
Il parco ospita più di 1.300 uccelli che rappresentano più di 250 specie e comprende oltre 60 tra voliere e recinzioni esterne, in cui i visitatori possono osservare gli uccelli nel loro  habitat naturale. In tre laghi sono ospitate varie specie di uccelli acquatici, come cicogne e pellicani. Oltre alla presenza di una grande collezione di farfalle tropicali e rettili del sud–est asiatico tra cui il komodo.
Una delle attrazioni principali dello zoo è costituita dagli spettacoli di volo a cielo aperto. Ci sono anche varie dimostrazioni di alimentazione, esperienze di contatto con gli animali e centri di allevamento di uccelli, particolarmente interessanti.
La collezione botanica diversificata del parco presenta 52 specie diverse di palme, rari alberi da frutto tropicali, cycadales, bamboo e cactus.
Il parco offre la possibilità di usufruire di diverse strutture d'intrattenimento (ristorante, bar, area bambini), nonché negozi vari, 3 zone bagni e un'area parcheggio.

## Attività di allevamento
Il luogo è un centro di eccellenza per l'allevamento di uccelli del paradiso e storni di Bali. Molti uccelli nidificano nel parco durante tutto l'anno, compresi alcuni minacciati di estinzione.

## Galleria d'immagini

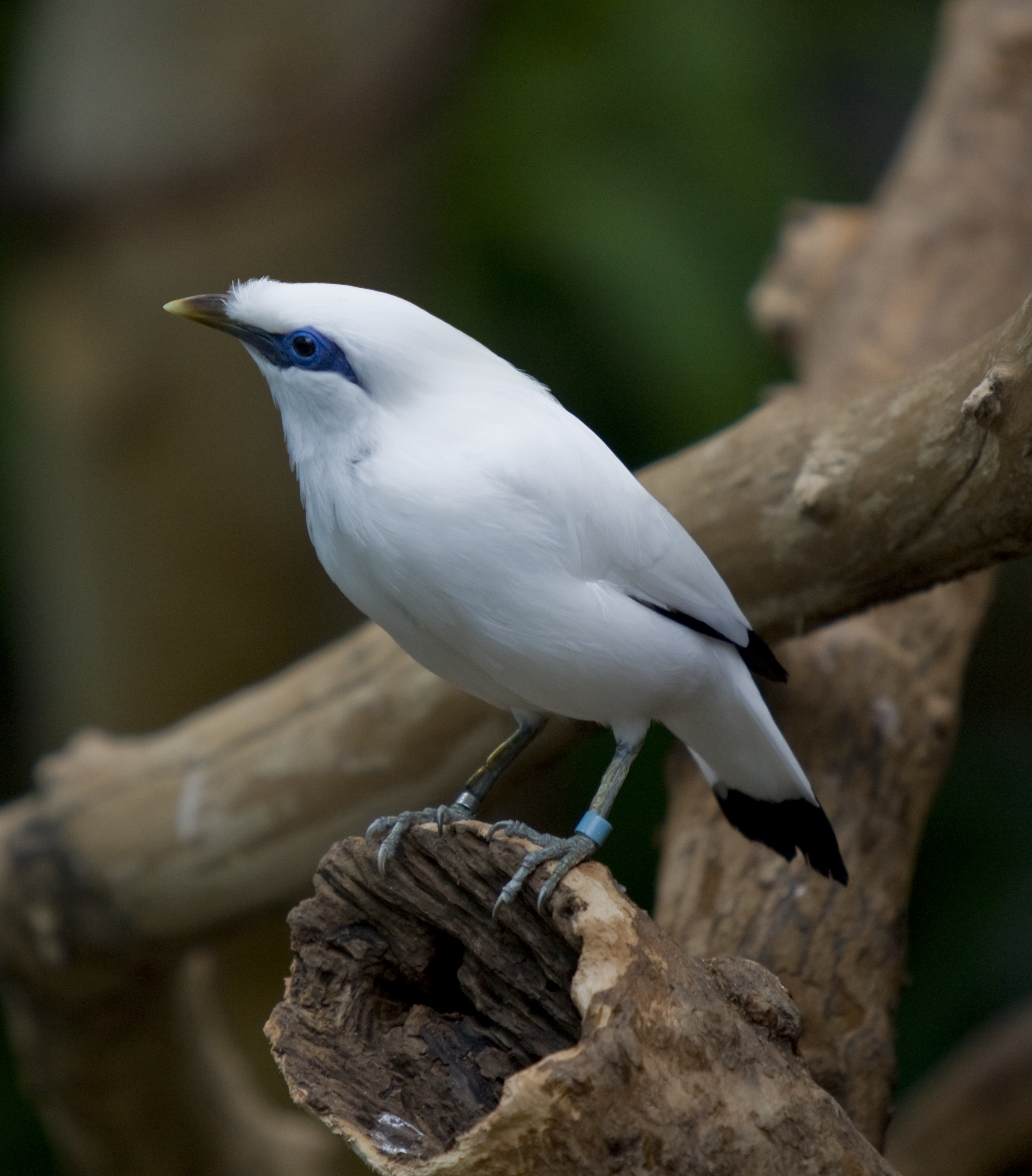
Storno di Bali
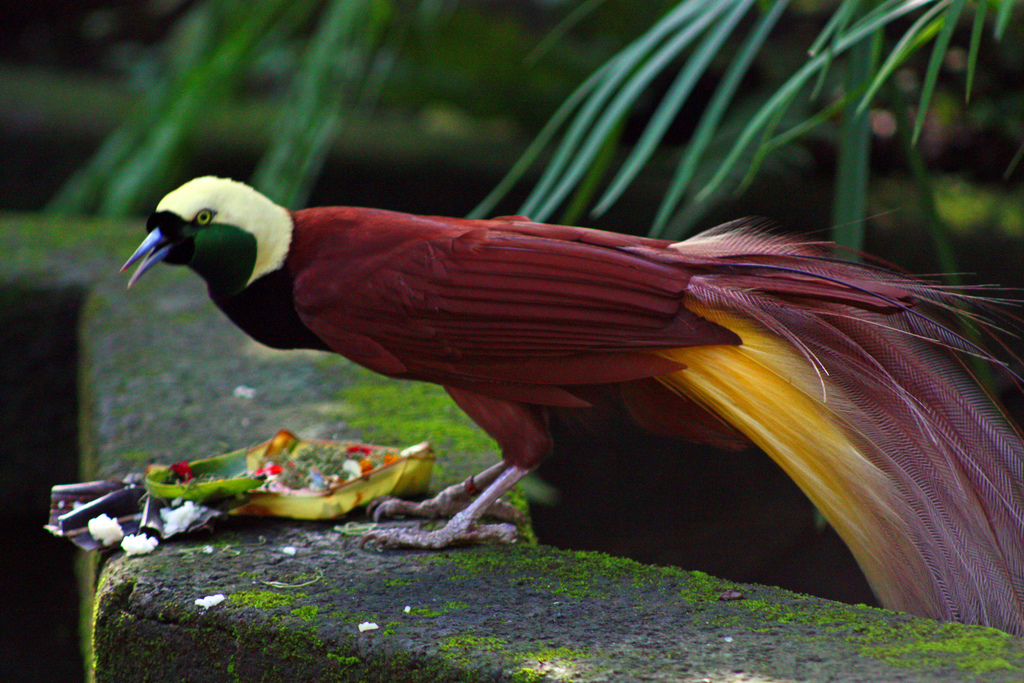
Paradisaea apoda
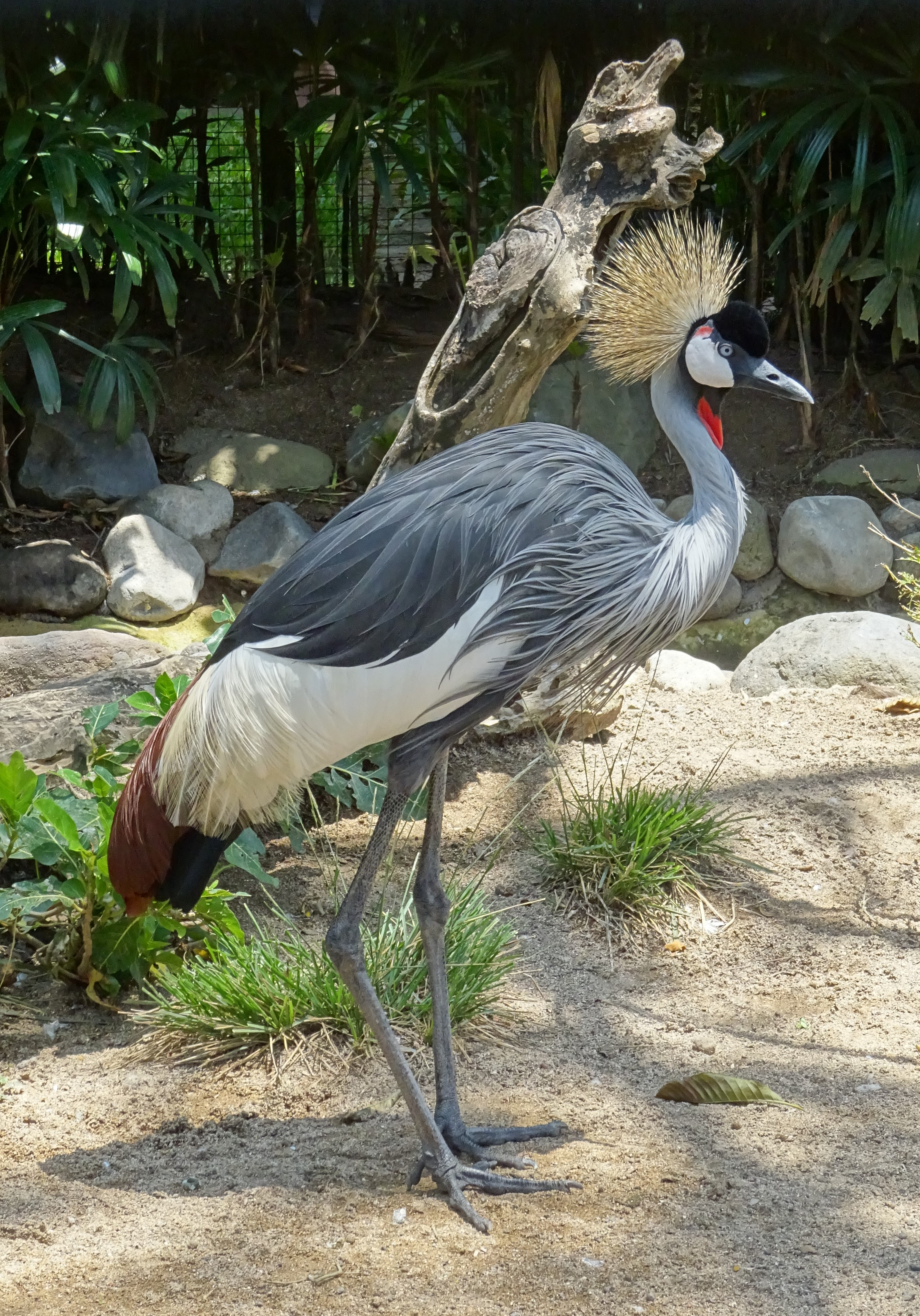
Balearica regulorum
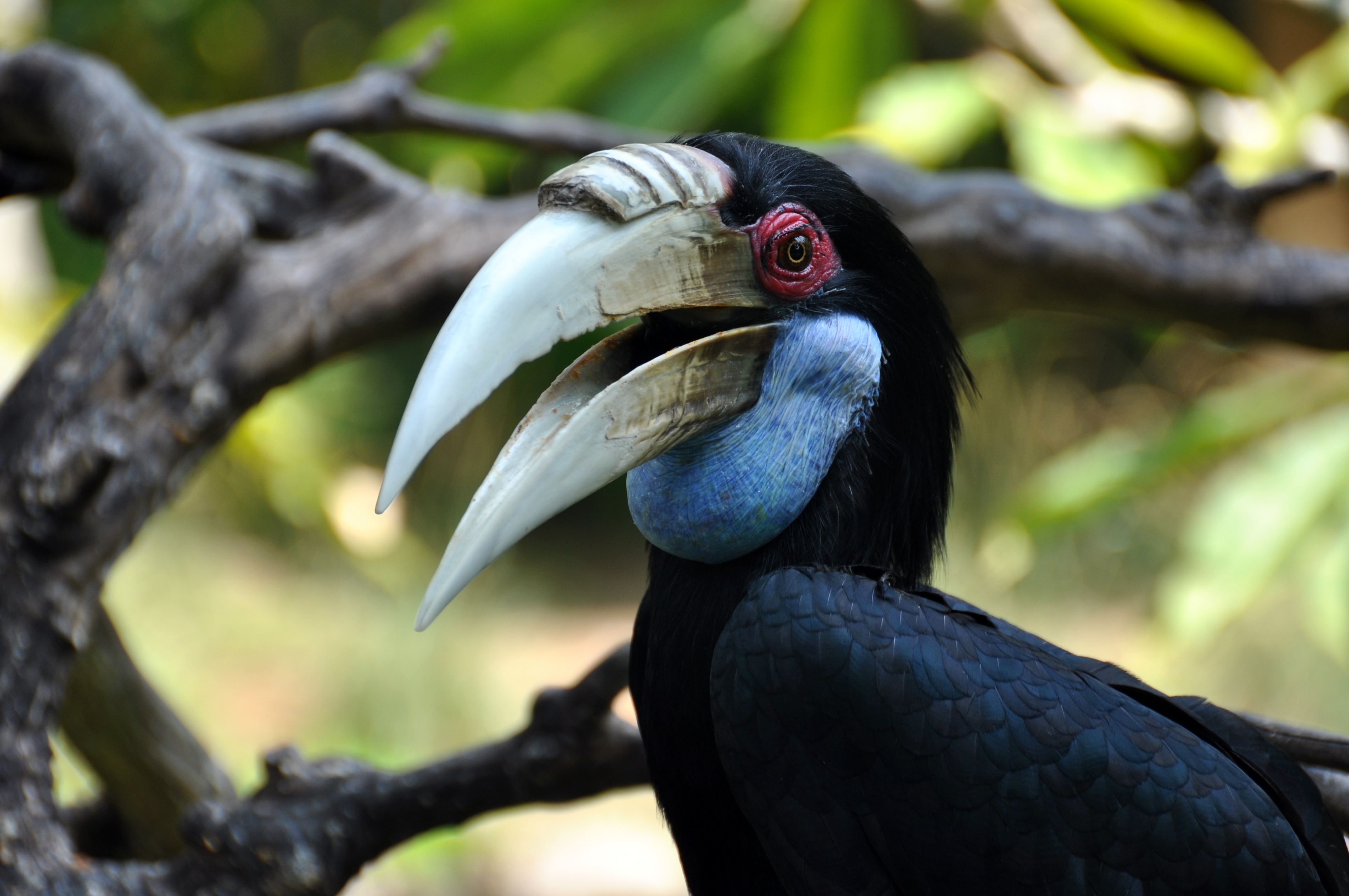
Rhyticeros undulatus
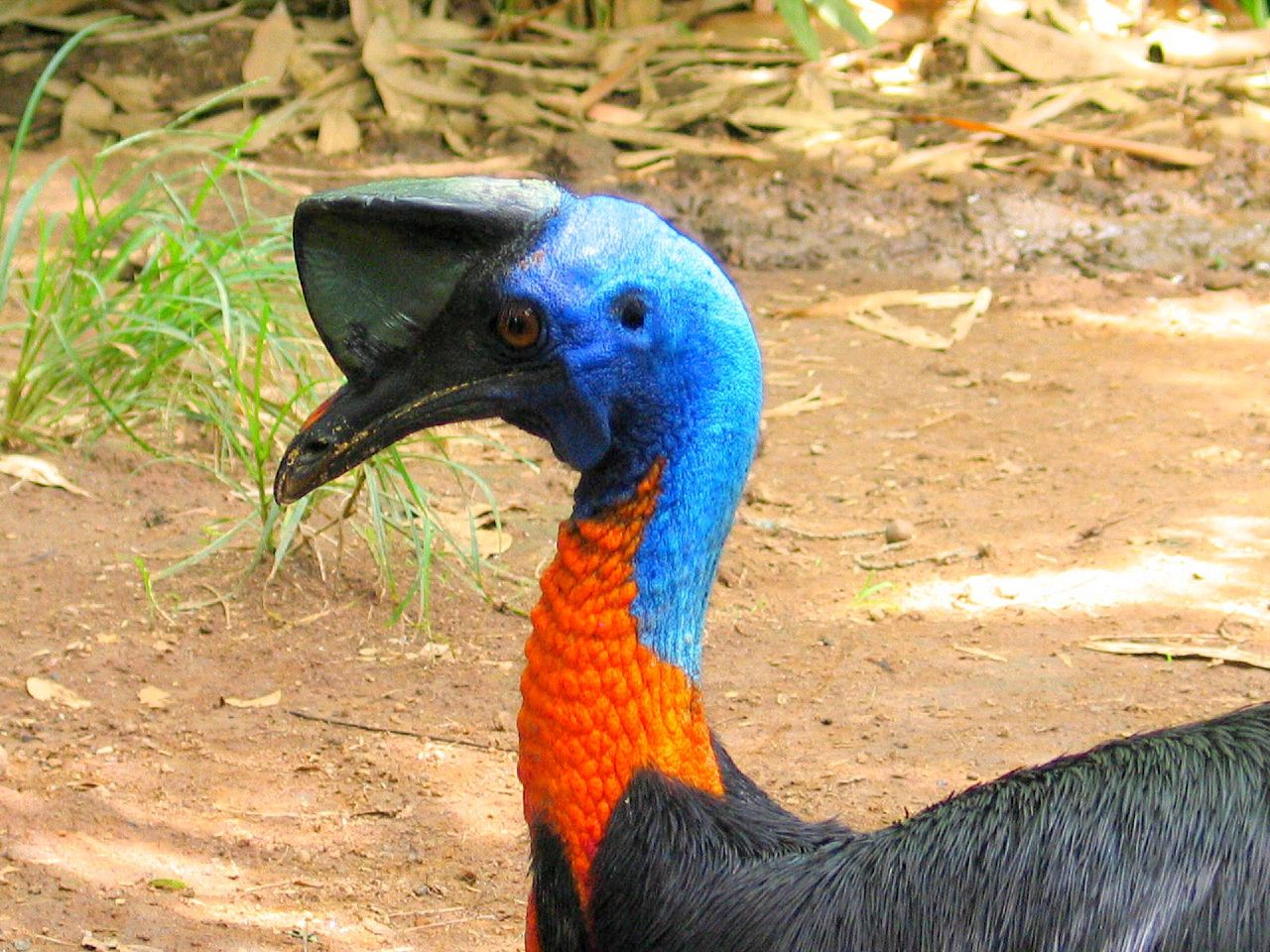
Casuarius unappendiculatus
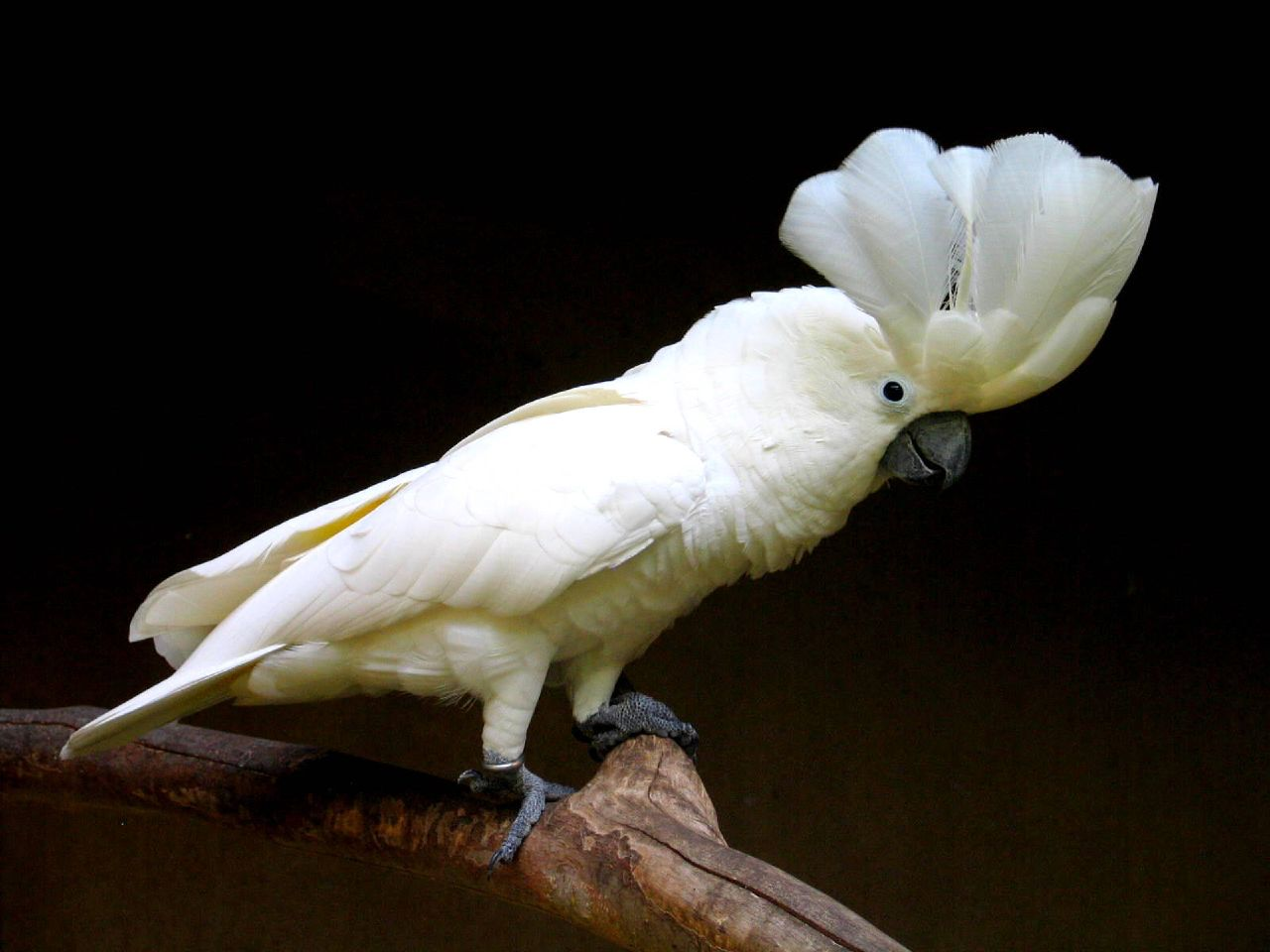
Cacatua alba
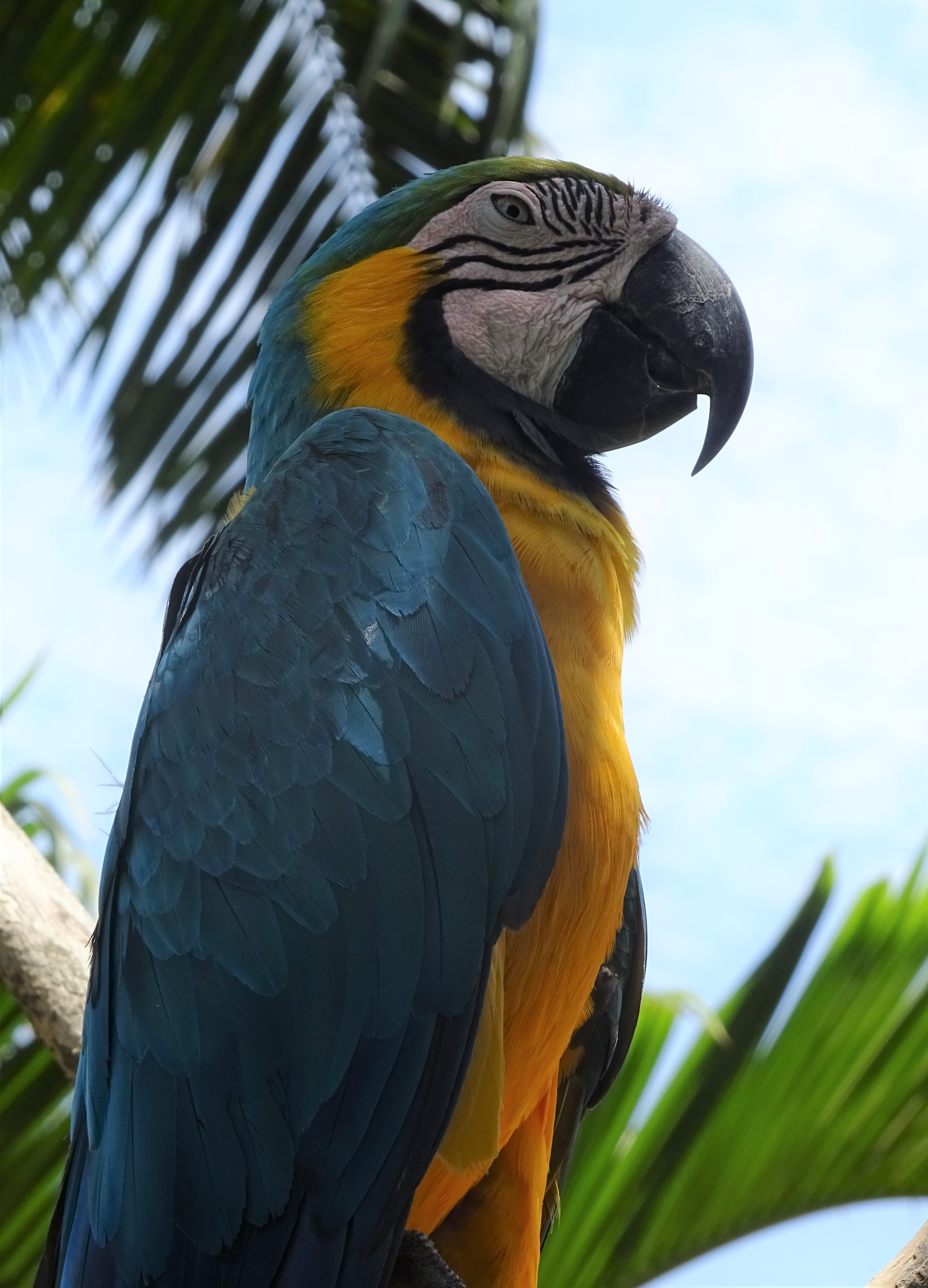
Ara ararauna
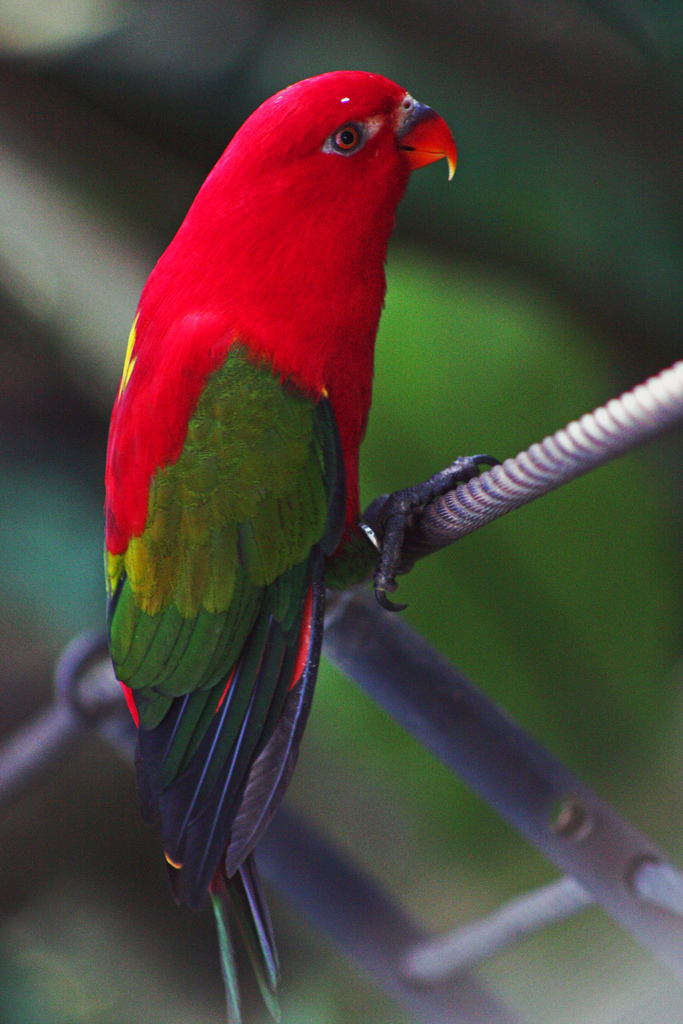
Lorius garrulus
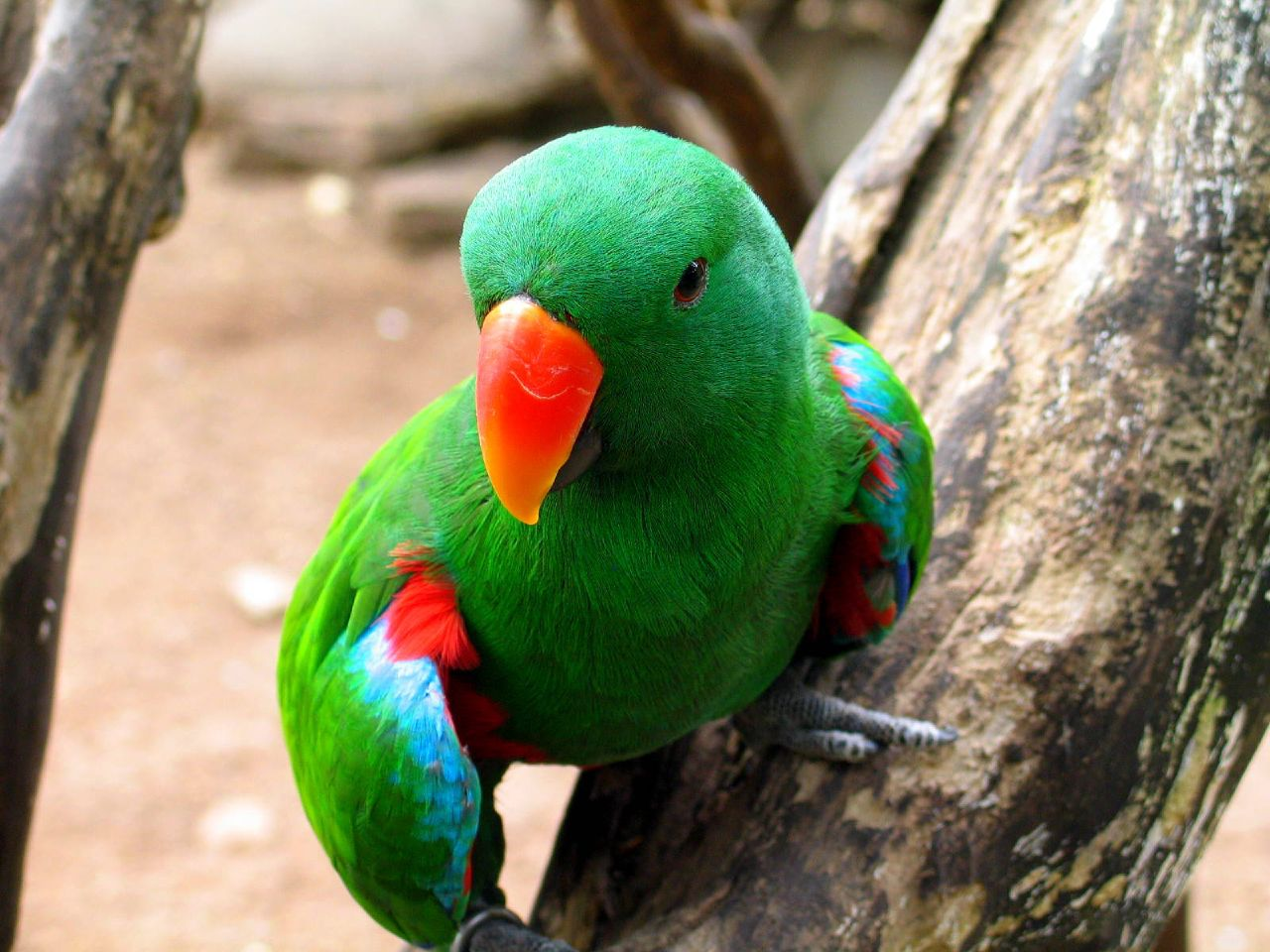
Eclectus roratus